# Чешки Дуб
Чешки Дуб (чеш. Český Dub) град је у Чешкој Републици. Град се налази у управној јединици Либеречки крај, у оквиру којег припада округу Либерец.
У Чешком Дубу је 1999. године снимљена британска телевизијска драма из два дела Warriors, где је град послужио као кулиса неког градића на територији Босне и Херцеговине.

## Становништво
Према подацима о броју становника из 2014. године град је имао 2.742 становника.